# Saint-Estève
Saint-Estève (Catalaans: Sant Esteve del Monestir) is een gemeente in het Franse departement Pyrénées-Orientales (regio Occitanie). De plaats maakt deel uit van het arrondissement Perpignan en van het gemeentelijk samenwerkingsverband Communauté Urbaine Perpignan Méditerranée. Saint-Estève telde op 1 januari 2022 11.673 inwoners.

## Geschiedenis
De plaats is ontstaan rond een Karolingisch klooster dat voor het eerst vermeld werd in 843. Het klooster werd gebouwd nadat de streek heroverd was op de Saracenen en hing af van de Abdij Saint-Michel de Cuxa. In 1030 werd een kanaal gegraven tussen de Têt en Saint-Estève om de plaats van water te voorzien. Er werd ook een watermolen gebouwd op dit kanaal. In 1642 had koning Lodewijk XIII zijn hoofdkwartier in Saint-Estève tijdens het beleg van Perpignan. Hij verbleef in de boerderij Mas del Rey. Tegen het einde van de 18e eeuw was het klooster van Saint-Estève weggekwijnd en na de Franse Revolutie werd het afgeschaft. Enkel de parochiekerk Saint-Étienne blijft ervan over. De kerk werd gerestaureerd in 1970.

## Geografie
De oppervlakte van Saint-Estève bedroeg op 1 januari 2022 11,67 vierkante kilometer; de bevolkingsdichtheid was toen 1.000,3 inwoners per km². De gemeente ligt in Salanque en grenst in het oosten aan Perpignan en in het zuiden aan de rivier Têt.
De onderstaande kaart toont de ligging van Saint-Estève met de belangrijkste infrastructuur en aangrenzende gemeenten.

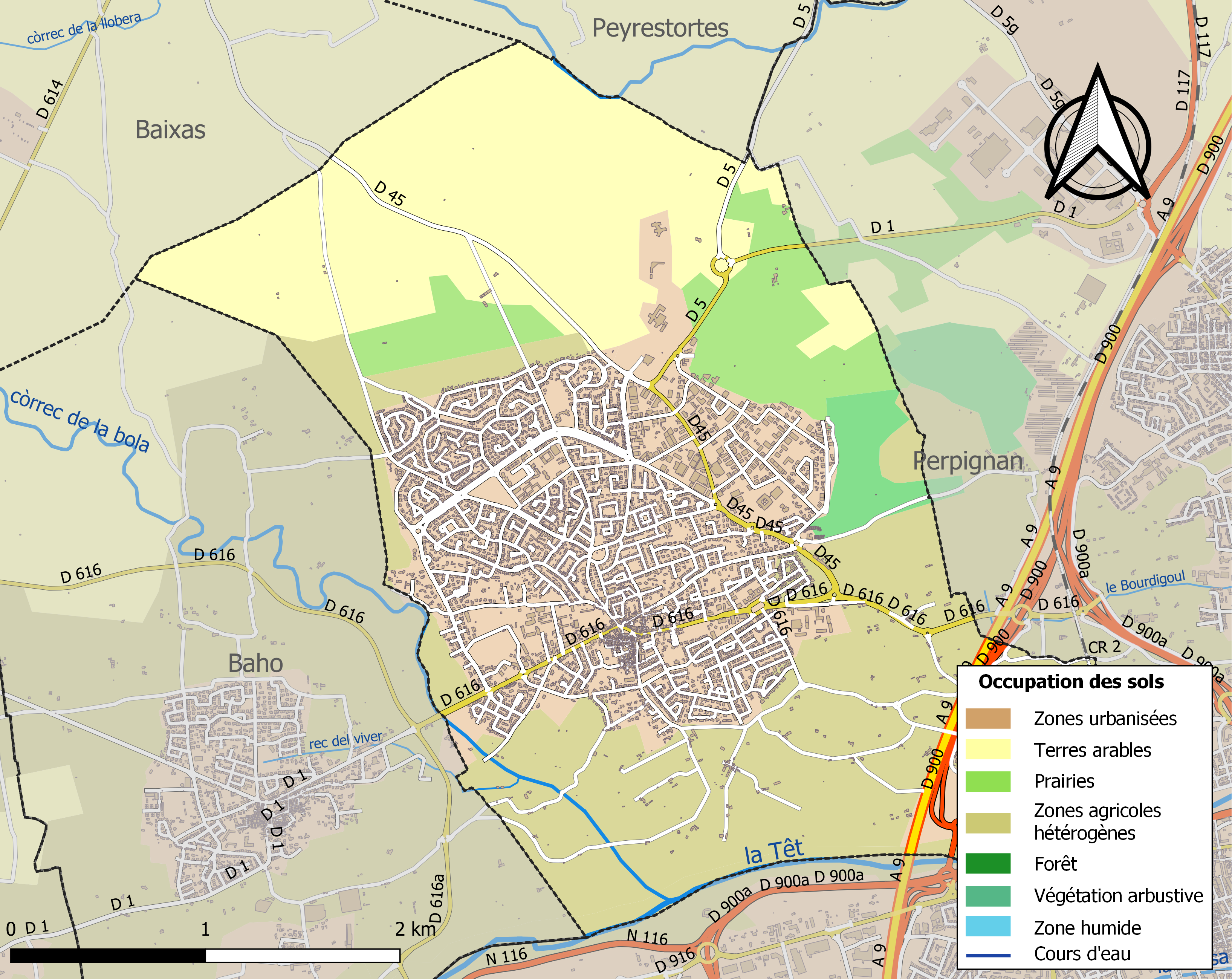

## Demografie
Onderstaande figuur toont het verloop van het inwonertal (bron: INSEE-tellingen).